# Klagenfurter Schnellstraße
Droga ekspresowe S37 (Klagenfurter Schnellstraße) - droga ekspresowa w Austrii, w kraju związkowym Styria i Karyntia, o długości 64 km. 